# Rocchetta (Gebirge)
Die Rocchetta ist eine Berggruppe in den Gardaseebergen in der Provinz Trient. Sie ist durch ein vielverzweigtes Wegenetz erschlossen, das zum Teil während des Ersten Weltkrieges entstand und an zahlreichen Kriegsrelikten vorbeiführt. Unter Botanikern ist die Rocchetta für ihre reichhaltige Flora bekannt.

## Geographie

### Lage und Abgrenzung
Die Gruppe liegt zwischen dem nordwestlichen Rand des Gardasees und dem Val di Ledro. Zu Füßen der steil zum See abfallenden Ostseite liegt im Nordosten der Rocchetta die Kleinstadt Riva del Garda, in deren Gemeindegebiet der östliche und nördliche Teil der Gruppe fällt. Der südliche und westliche Bereich gehört zur Gemeinde Ledro.
Abgegrenzt wird die Rocchetta im Westen vom 1410 m hohen Einschnitt der Bocca Giumella. Im Osten fällt die Gruppe fast senkrecht zum Gardasee und der nördlich angrenzenden Schwemmebene des Sarcatals ab. An der Nordseite bildet der tiefe Taleinschnitt des Torrente Gamella die Grenze zum Monte Tombio. Im Süden ist es der Torrente Ponale, der die Rocchetta von den Bergen am südlichen Rand des Ledrotals abgrenzt.
Nach der Einordnung des CAI ist die Rocchetta eine Untergruppe der Pichea-Kette und bildet im Grunde genommen dessen zum See auslaufenden Fortsatz dar. Gemäß SOIUSA-Einteilung bildet die Rocchetta keine eigene Untergruppe. Vielmehr ist sie Teil der Dosso della Torta-Tofino-Gruppe, dessen östlicher Abschluss sie bildet.

### Aufbau
Die Gruppe setzt sich aus einem zentralen Bergrücken zusammen, der von der Bocca Giumella im Nordwesten bis zur tief ausgewaschenen Schlucht des Ponale im Südosten verläuft. Dabei schließt er das südlich verlaufende und bei Biacesa in das Ledrotal mündende Val Vasotina auf drei Seiten ein.
Zunächst in östlicher Richtung von der Bocca Giumella ansteigend, erreicht die Gruppe mit der Cima Valdès den höchsten Punkt, gefolgt von der nur wenig niedrigeren Cima Giochello, auch als Monte Rocchetta bezeichnet. Von Letzterer fällt die Rocchetta in südöstlicher Richtung verlaufend über die Grotta Dazi, Monte Corno bis zur Cima Rocca ab, und setzt sich dann in südöstlicher Richtung über die Cima Capi bis zum Ponale und dem Gardasee fort.
An der Südseite führen das am westlichen Rand gelegene Val Giumella und das östlich davon gelegene Val Vasotina zwei Täler vom Ledrotal bei Biacesa in die Gruppe. Das Val Giumella findet an der Bocca Giumella mit dem Val Mera seine natürliche Fortsetzung an der Nordseite der Rocchetta. An ihrer Ostseite fällt das nur zum Teil zugängliche Val Sperone steil von der Bocca Pasumer zum See ab.

### Gipfel
- Cima Valdès, 1578 m
- Cima Giochello, auch Monte Rocchetta, 1540 m
- Grotta Dazi, auch Grotta Daei, 1301 m
- Cima SAT, 1246 m
- Corno Frea, auch Monte Corno, 1204 m
- Cima Rocca, auch Sperone, 1089 m
- Cima Capi, 909 m
- Monte di Riva, 865 m

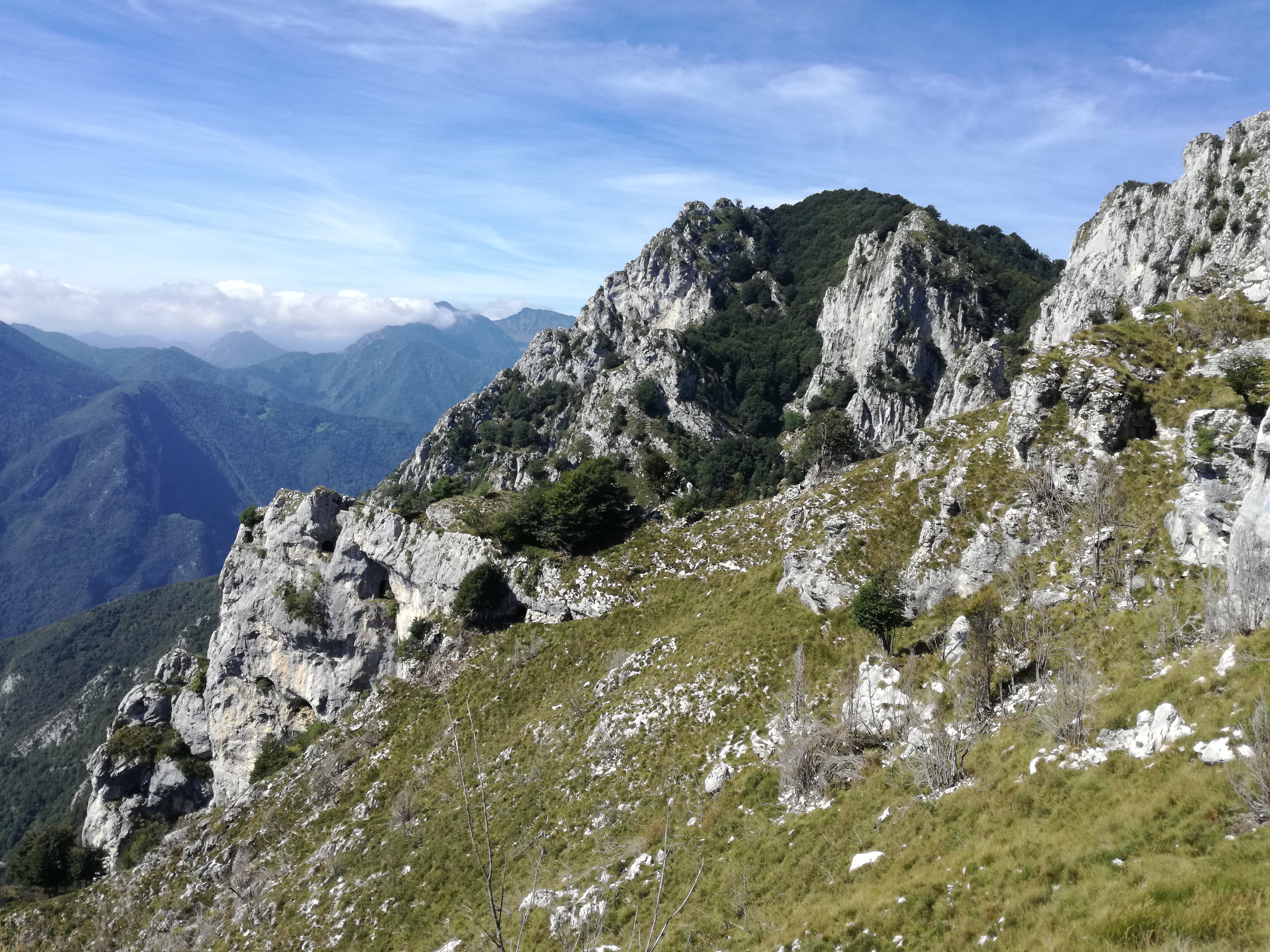
Cima Valdès
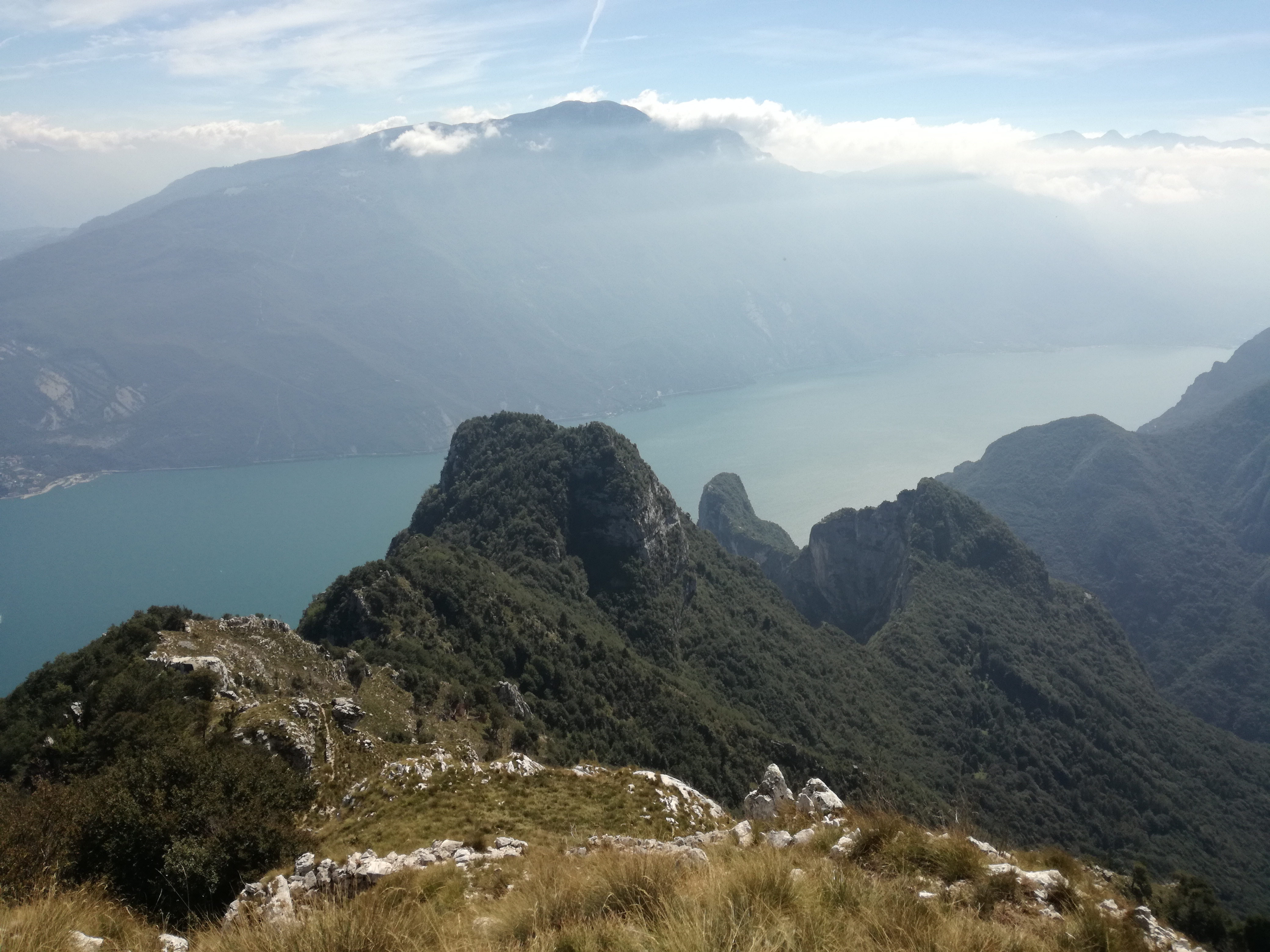
Der Bergrücken der Rocchetta mit der Grotta Dazi, Cima Capi und der Cima Rocca, im Hintergrund der Monte Altissimo di Nago
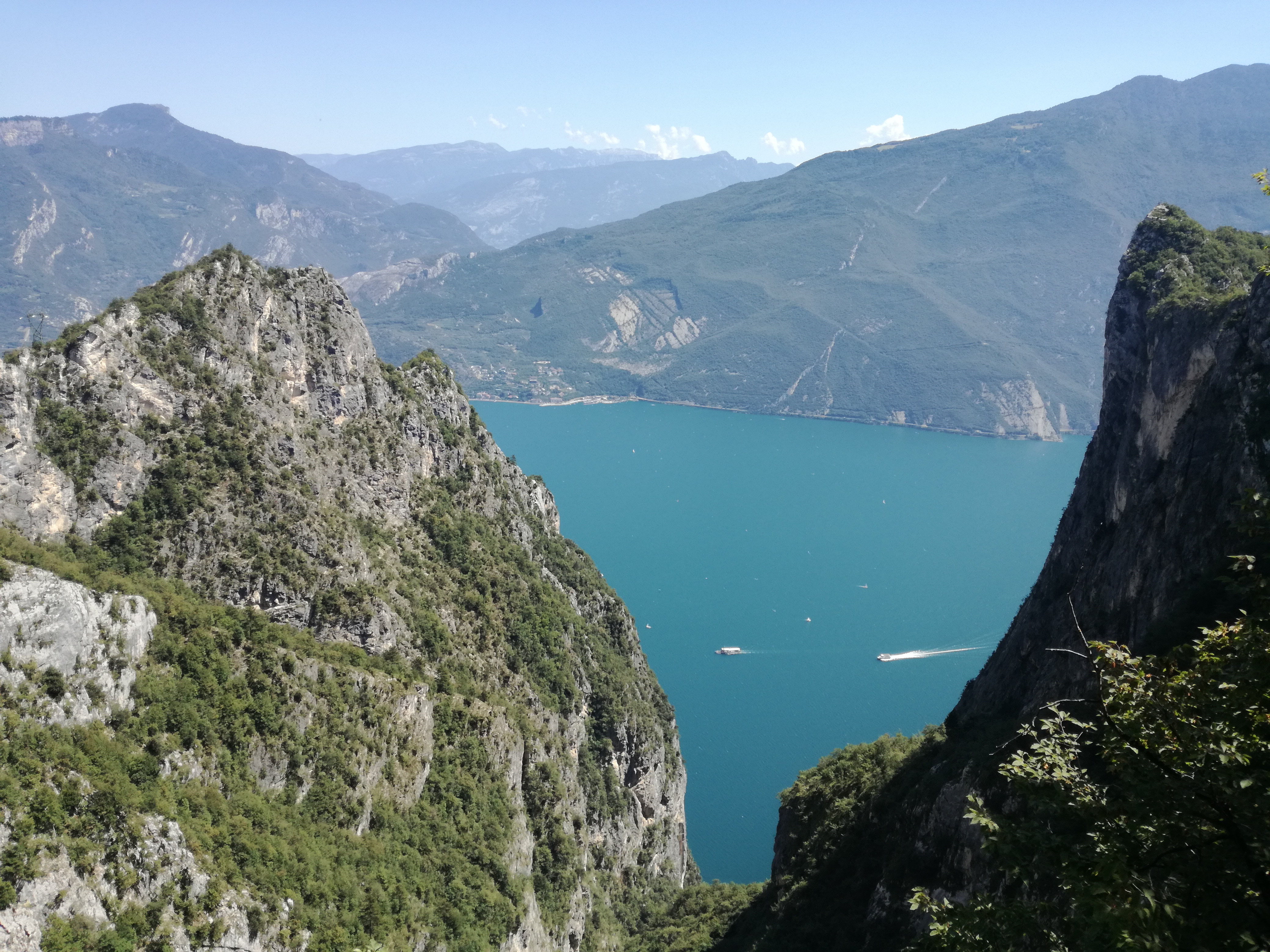
Val Sperone mit dem Monte di Riva (links) und der Cima Capi (rechts)
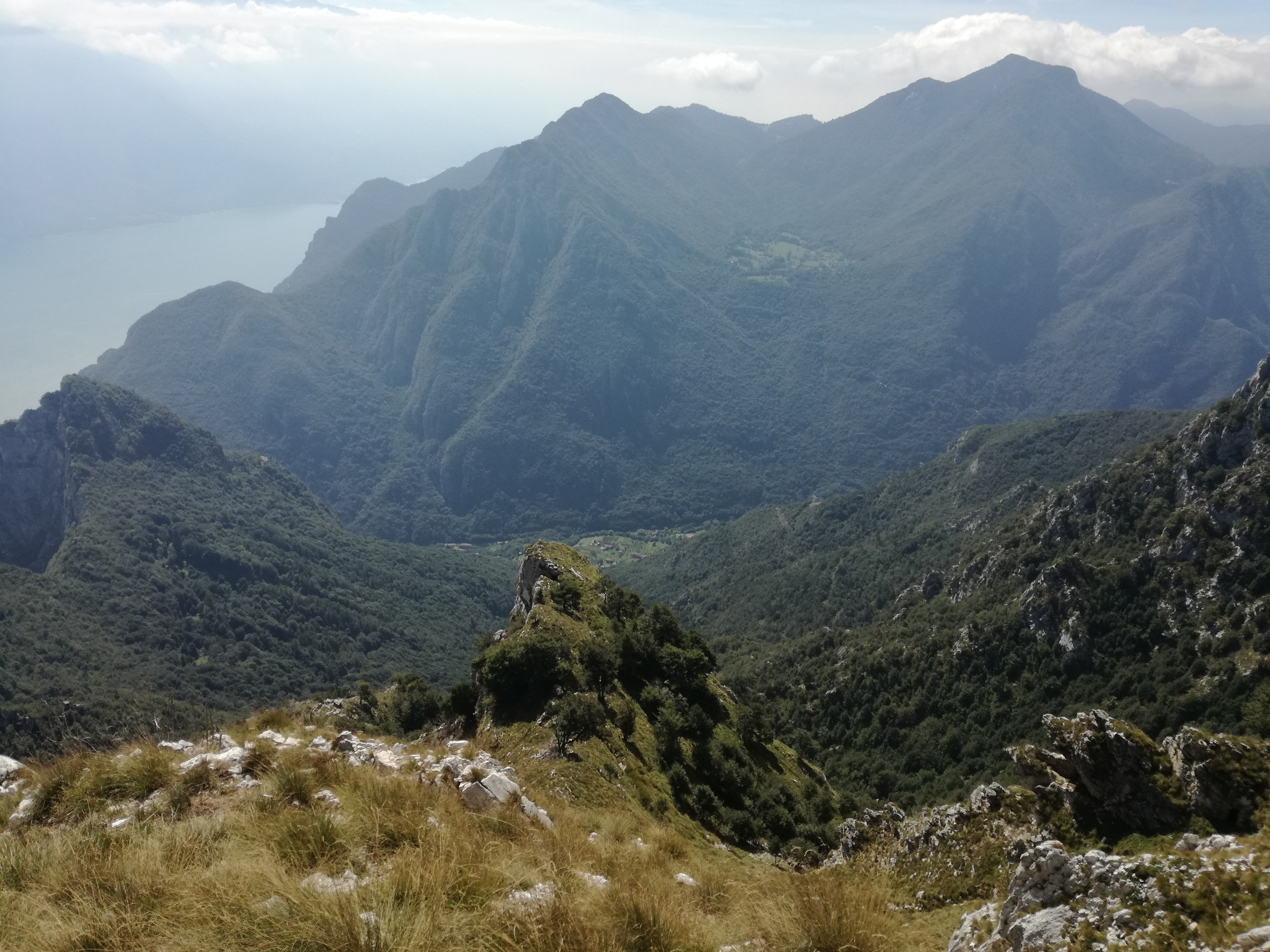
Val Vasotina von der Cima Giocchello
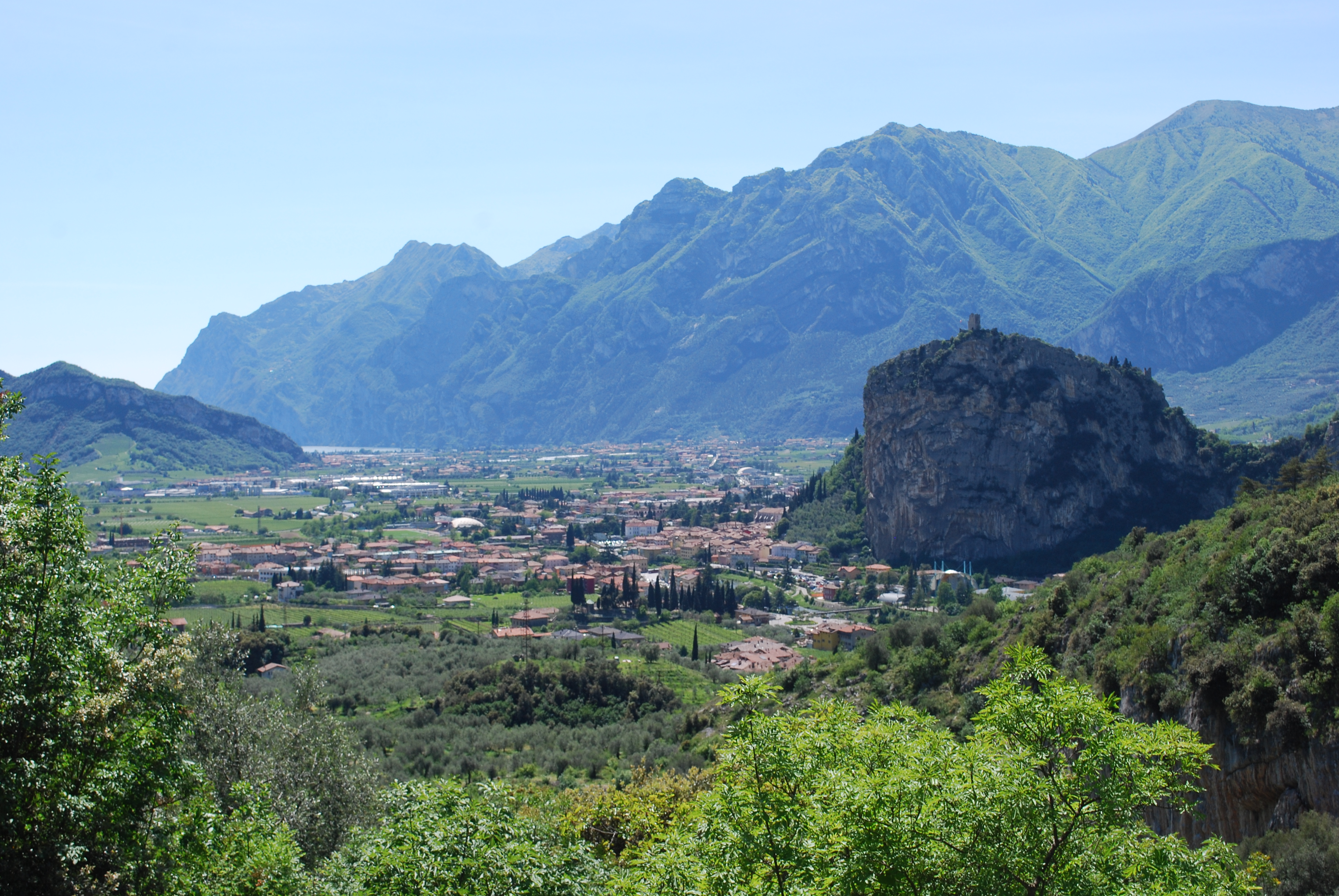
Arco mit der Nord- und Ostseite der Rocchetta

### Geologie
Die Rocchetta-Gruppe besteht aus weißem Kalkstein und Dolomit des Lias. Auf der zum Ledrotal und zum Torrente Ponale gewandten Südseite sind auch Findlinge aus Granit anzutreffen. Des Weiteren findet sich Kies, meist aus Tonalit, der wie die Granitfindlinge ein Überbleibsel der Moräne des Etschgletscher ist, dem der Gardasee seine Entstehung zu verdanken hat.

### Klima
Die Lage zwischen Gardasee und Ledrotal bedingt sehr unterschiedliche klimatische Bedingungen auf der Rocchetta. So ist die zum See gewandte Ostseite niederschlagsarmer, als die zum Ledrotal ausgerichtete Südseite. Im Vergleichszeitraum zwischen 1931 und 1960 wurde hier ein Unterschied von über 250 mm in der Jahresniederschlagsmenge festgestellt. Bei den Temperaturen bestehen ähnliche Differenzen, zwischen der wesentlich wärmeren Ost- und der kälteren, weil höher gelegenen Südseite im Ledrotal. Auch die Winde des Gardasees beeinflussen das Klima und trocknen den Boden an der Ostseite aus, so dass dort eine erhöhte Waldbrandgefahr besteht.

### Gewässer
Die Gruppe wird durch mehrere Wildbäche entwässert, die zum Teil nur nach starken oder länger andauernden Regenfällen Wasser führen. An der Südseite sind dies der Rio Giumella im gleichnamigen Tal und der Rio Caregna im Val Vasotina, die beide linke Nebenflüsse des Torrente Ponale sind. An der Nordseite entspringt unterhalb der Bocca Giumella der Torrente Albola, der den Torrente Gamella aufnimmt und der in Riva del Garda in den Torrente Varone mündet. Durch das Val Sperone fließt an der Ostseite der Torrente Sperone in den Gardasee. Am Rocchetta-Massiv entspringen mehrere Quellen, die für die Trinkwasserversorgung von Riva del Garda genutzt werden. Die Sperone-Quelle wurde bereits 1877 im Val Sperone gefasst, ist aber mit dem Bau des Straßentunnels ausgetrocknet, der seit Ende der 1980er Jahre Riva del Garda mit dem Ledrotal verbindet.

## Natur

### Fauna
Die Rocchetta ist insbesondere für die Avifauna von einiger Bedeutung. Die sonnige Südseite ist das Habitat für die Zippammer und den Berglaubsänger. An der Ostseite sind im Uferbereich des Gardasees die Blaumerle sowie der Orpheusspötter heimisch. Die Samtkopf-Grasmücke findet sich dagegen am unteren Ende der Ponale-Schlucht. Wanderfalke und Kolkrabe sind an der steilen Ostseite der Rocchetta anzutreffen, während der Schwarzmilan und der Uhu in den Talbereichen der Nord- und Südseite heimisch sind. Der Sattel der Bocca Giumella stellt zudem neben den nordwestlich gelegenen Übergängen Bocca Saval und Bocca di Trat einen wichtigen Übergang für Zugvögel am nördlich Rand des Ledrotals dar. Er liegt entlang der Wanderroute von Sperlingsvögel und Ringeltauben zur Iberischen Halbinsel. In der Vergangenheit standen hier einige Vogelherde.

### Flora
Die unterschiedlichen klimatischen Bedingungen bedingen eine sehr vielseitige Vegetation auf der Rocchetta. Die Höhenstufen reichen von einer mediterran geprägten Hartlaubstufe bis zur alpinen Stufe. Erstere ist an der Ostseite zwischen Riva del Garda und der Ponalemündung vorzufinden und vor allem durch Steineichenbestände gekennzeichnet. In der alpinen Stufe ist unter anderem der Alpen-Hahnenfuß beheimatet. Dazwischen liegt eine Hartlaub-Mischlaubstufe mit Manna-Eschen, Flaumeichen und Europäischer Hopfenbuche. Darüber folgt eine Laubwaldstufe mit Rotbuchenwäldern, die bis in die Gipfellagen reicht. Nadelbäume wie Lärchen, Rot- und Weißtanne finden sich nur an den nordseitigen Gipfellagen. Die geomorphologischen Verhältnisse führen dazu, dass sich die Vegetationszonen zum Teil signifikant überlagern. So reicht in Rinnen der Buchenwald bis unter 500 Höhenmeter hinunter, während Hartlaubgewächse an klimatisch besonders günstigen Stellen bis fast in die Gipfelbereiche anzutreffen sind. Als azonale Vegetation tauchen Waldkiefern an besonders nährstoffarmen Bergflanken und Bergkiefern an mikrothermischen Stellen auf. Eine besondere Stellung nimmt die Ponaleklamm ein. Hier finden sich aufgrund des besonderen Mikroklimas Arten wie der Hirschzungenfarn und die Europäische Stechpalme.
Die im Bereich des Bastione oberhalb von Riva del Garda anzutreffenden Schwarzkiefernbestände wurde Ende des 19. Jahrhunderts von der österreichischen Forstverwaltung aufgeforstet. Sie sollten nach den schweren Unwettern von 1882 den steinigen Hang vor dem Abrutschen und damit die darunter liegende Stadt schützen. Im 20. Jahrhundert wurden die Aufforstung mit Schwarzkiefern auf weitere Gebiete ausgedehnt, unter anderem in den von der Baustelle des Ponale-Wasserkraftwerkes betroffenen Bereichen. Insgesamt waren etwa 70 Hektar von der Aufforstung betroffen. Da der Standort wesentlich höhere Temperaturen als der natürliche Standort der Schwarzkiefern aufweist, sind die Bäume besonders empfindlich gegenüber Forstschädlingen, wie dem Pinien-Prozessionsspinner. Eine schrittweise Umwandlung der Monokultur durch die Aufforstung von heimischen Hartlaubarten ist seit den 1980er Jahren im Gang.
Von Botanikern wurde das schwer zugängliche Massiv im Vergleich zum nahegelegenen Monte Baldo oder dem Ledrotal erst relativ spät zu Beginn des 19. Jahrhunderts entdeckt. Erst nach der Eröffnung der an der Ost- und Südseite des Massivs vorbeiführenden Ponalestraße 1851 änderte sich dies. Dazu trugen auch einige erstaunliche botanischen Funde entlang der Ponalestraße bei, wie die dort 1866 vom Botaniker und Priester Pietro Porta ausgemachte seltene Steirische Nabelmiere. Ende des 19. Jahrhunderts waren es vor allem österreichische und deutsche Botaniker, wie Anton Kerner von Marilaun, der Richard Wettstein, Josef Murr oder Wilhelm Pfaff, die zur Bekanntheit des Massivs unter Botanikern beitrugen.
Ende der 1990er Jahre konnten auf dem Massiv knapp über 800 wilde Floraarten nachgewiesen werden. Wegen Veränderungen der Habitate verschwanden allerdings seit 1945 über 20 Arten. Auf dem Rocchetta-Massiv sind auch einige Endemiten aus Insubrien heimisch, wie beispielsweise der Tombea-Steinbrech oder die Monte-Baldo-Segge.

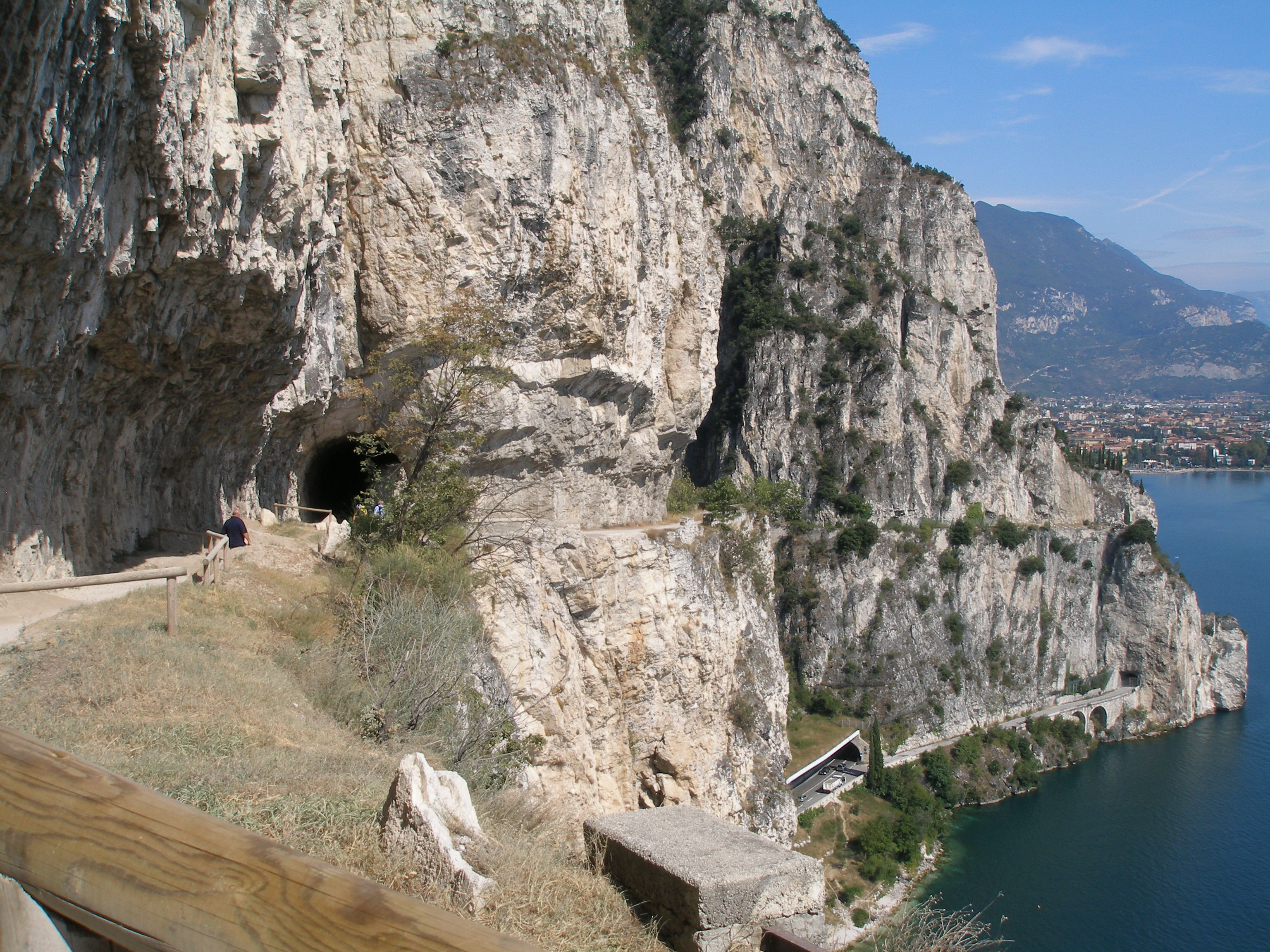
Die an der Ponalestraße senkrecht in den Gardasee abfallende Ostseite der Rocchetta
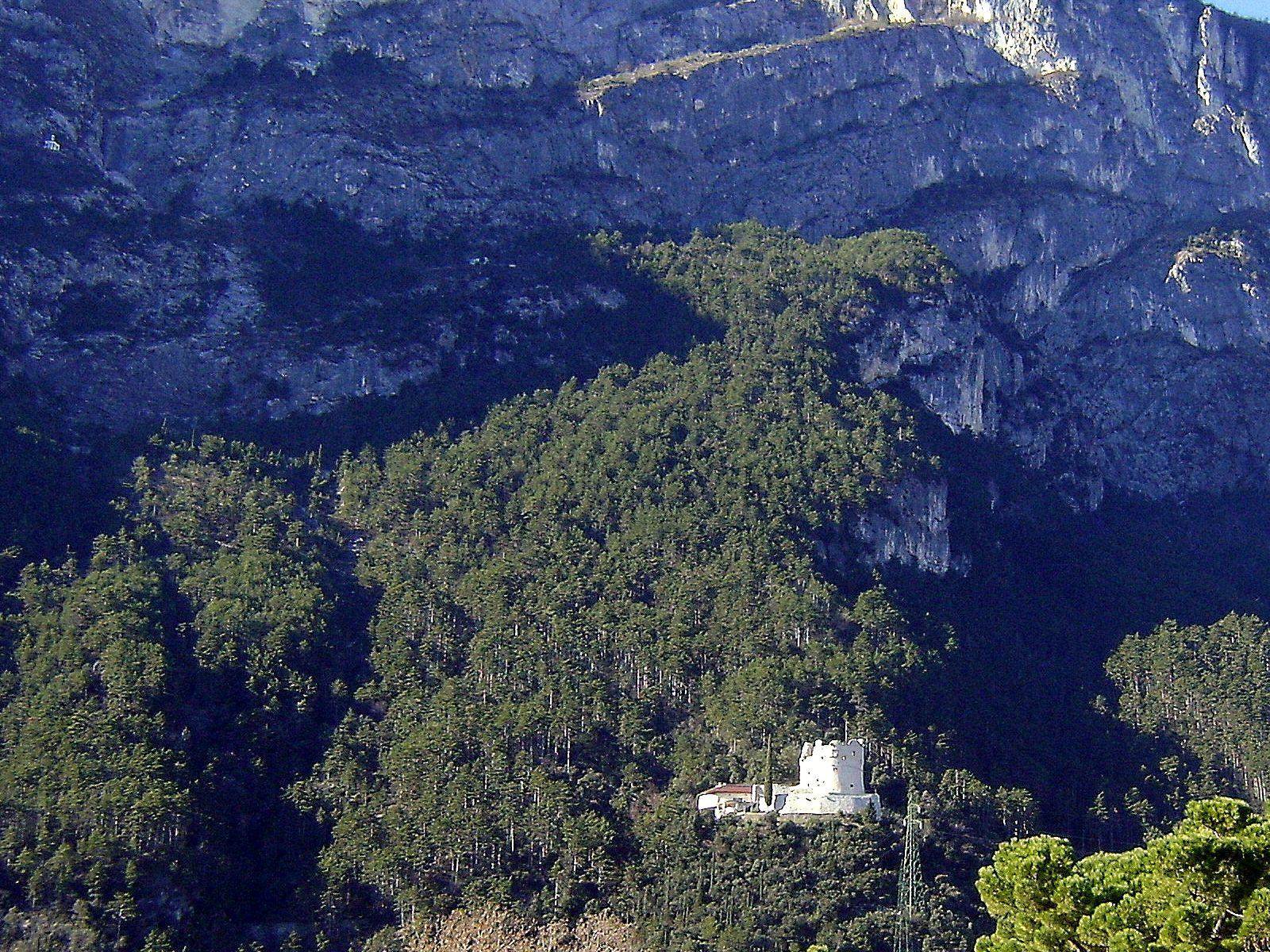
Die mit Schwarzkiefern bewaldeten Hänge um den Bastione
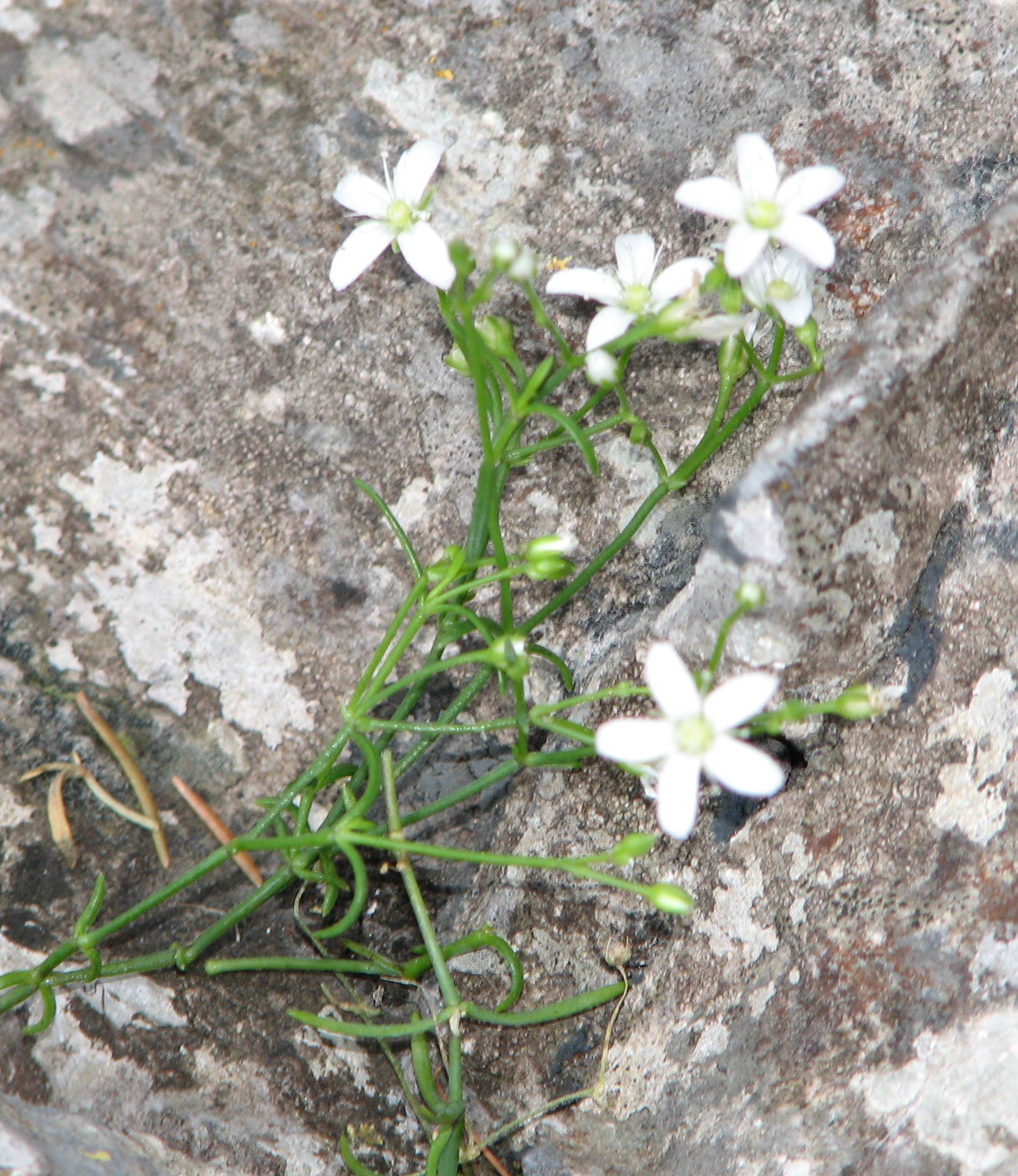
Moehringia bavarica
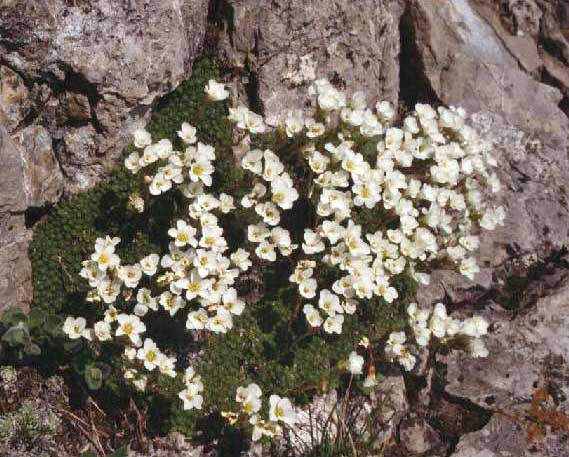
Saxifraga tombeanensis

### Naturschutzgebiete
Der nordwestliche Bereich der Gipfellagen der Gruppe von der Bocca Giumella bis zur Cima Giochello ist Teil des FFH-Gebietes Crinale Pichea–Rocchetta (WDPA-ID 555580424). Der Lebensraumtyp in dem Schutzbereich ist nach Anhang I der Fauna-Flora-Habitat-Richtlinie zum Großteil als „Illyrische Rotbuchenwälder“ ausgewiesen. An der Bocca Giumella ist aber auch der Lebensraumtyp „Naturnahe Kalktrockenrasen und deren Verbuschungsstadien“ verzeichnet, der unter anderem der Lebensraum für verschiedene Orchideenarten ist. Das FFH-Gebiet ist seit 2015 Kernzone des UNESCO-Biosphärenreservates „Alpi Ledrensi e Judicaria“, während die übrigen Bereiche der Rocchetta-Gruppe zur Pufferzone des Biosphärenreservates gehören.

## Alpinismus
Erste alpinistische Erschließungsversuche sind zu Beginn des 20. Jahrhunderts dokumentiert. 1908 durchstieg Arturo Ehrne den Südostgrat der Cima Capi, auf dem 1977 der vielbegangene Klettersteig „Fausto Susatti“ angelegt wurde. Vor allem die mehrere hundert Meter zum See abfallende Ostwand der Cima Capi bietet mehrere Kletterrouten die bis zum VIII. Schwierigkeitsgrad reichen und zum Großteil von Kletterern der Sektion Riva del Garda der Società degli Alpinisti Tridentini (SAT) erschlossen wurden. An der Ost- und an der Südseite der Gruppe finden sich zudem einige Klettergärten. Des Weiteren führen neben dem Susatti-Klettersteig noch weitere Klettersteige durch die Gruppe, darunter der 1972 angelegte Klettersteig Dell’Amicizia auf die Cima SAT.

### Schutz- und Biwakhütten
- Bivacco Francesco Arcioni 858 m s.l.m., privat
- Capanna S. Barbara 568 m s.l.m., SAT

## Geschichte
Die steile, teilweise senkrecht zum Gardasee abfallende Ostseite der Rocchetta hat einen direkten Übergang zwischen Riva del Garda und dem Ledrotal über Jahrhunderte erschwert. Lediglich ein mühsamer Weg über die Bochet dei Concolì führte von Riva in das Val Vasotina und Biacesa. Erst mit der zwischen 1848 und 1851 erbauten Ponalestraße änderte sich die Situation.
Nach Ausbruch des Ersten Weltkrieges und noch vor dem italienischen Kriegseintritt im Mai 1915 wurde die Rocchetta von der österreichisch-ungarischen Armee befestigt und Teil der sogenannten Tiroler Widerstandslinie. Letztere zog sich an den Kämmen des nördlichen Randes des Ledrotales entlang und schloss die Rocchetta-Gruppe von der Bocca Giumella bis zur Cima Capi praktisch vollständig ein. Miteinbezogen wurde die Sperrgruppe Ponale, allen voran die Straßensperre Ponale.
Die Rocchetta unterstand dem Kommando des Festungskommandanten von Riva, k.u.k. Generalmajor Anton Schiesser. Sie wurde mit Schützengräben, Kavernen, Artillerie- und Maschinengewehrstellungen festungsartig ausgebaut, die über zahlreiche neu angelegte Wege, Wasserleitungen und mehrere Seilbahnen mit Nachschub und Munition versorgt wurden. Den ersten Angriff auf die Rocchetta, von den italienischen Soldaten auch als der Col di Lana des Gardasees bezeichnet, wurde von der italienischen Armee am Jahresanfang 1916 geführt. Einem Bataillon der Guardia di Finanza gelang es unter dem Kommando von Tenente Francesco Arcioni sich südlich unterhalb der Cima Rocca bei der Kapelle San Giovanni in montibus festzusetzen und die Position zu halten, die in der Folge ausgebaut wurde. Anfang April 1916 setzten die italienischen Truppen zu einem größer angelegten Angriff an, der sich zur sogenannten „Schlacht um Riva“ entwickelte. Zwar konnte ein Angriff des Alpini-Bataillons Val Chiese am 7. April auf die Cima Rocca noch abgewiesen werden, aber der Finanzwache gelang es nach intensiver Artillerievorbereitung drei Tage später die sogenannte Defensionsmauer unterhalb der Cima Capi zu besetzen. Die Position konnte am Tag darauf vom k.u.k. Infanterieregiment Nr. 50, das sich überwiegend aus Rumänen zusammensetzte, zurückerobert wurden, musste aber in den frühen Nachtstunden des 14. April endgültig geräumt werden, nachdem es italienischen Truppen gelungen war erneut in die Position einzudringen. Ein nachfolgender Versuch der Bersaglieri, sich am zwischen in der Nacht vom 18. auf 19. April der darüber liegenden Cima Capi zu bemächtigen, schlug fehl.
Danach flauten die Kämpfe ab und die Front auf der Rocchetta entwickelte sich zum Stellungskrieg. Im August 1917 gelang es Tiroler Kaiserjägern des 4. Kaiserjägerregiments in die von den Italienern errichtete kavernierte Stellung unterhalb der von der österreichisch-ungarischen Armee gehaltenen Gipfelstellung der Cima Rocca einzudringen. Nach zwei Tagen konnte die Stellung von den Alpini wieder zurückerobert werden. In der Folge verzichteten beide Seiten auf weitere Infanterieangriffe und konzentrierten ihre Bemühungen auf die Führung eines Minenkrieges. Bevor es zu einer Minensprenung kam, zogen sich die italienischen Truppen Mitte Dezember 1917 auf das orographisch rechte Ufer des Ponale zurück. Sie sollten erst nach dem Zusammenbruch der österreichischen Front im Zuge des Waffenstillstandes von Villa Giusti Anfang November 1918 in den Besitz der Rocchetta gelangen.
Ende der 1920er Jahre wurde durch die Rocchetta der Tunnel vorgetrieben, über den das Wasser des Ledrosees zum Ponale-Wasserkraftwerk in Riva del Garda geleitet wird. Die von den Bauarbeitern in einer Höhe von 625 m s.l.m. am Beginn der Druckrohrleitungen errichtete Santa-Barbara-Kapelle erinnert daran. Als Baustellenhütte diente die Capanna Santa Barbara, die von der Sektion Riva del Garda der SAT als Sektionshütte genutzt wird. Sie ist eine von zwei Schutzhütten auf der Rocchetta. Das Bivacco Francesco Arcioni an der Südwand der Cima Rocca wurde erst 1985 eröffnet.

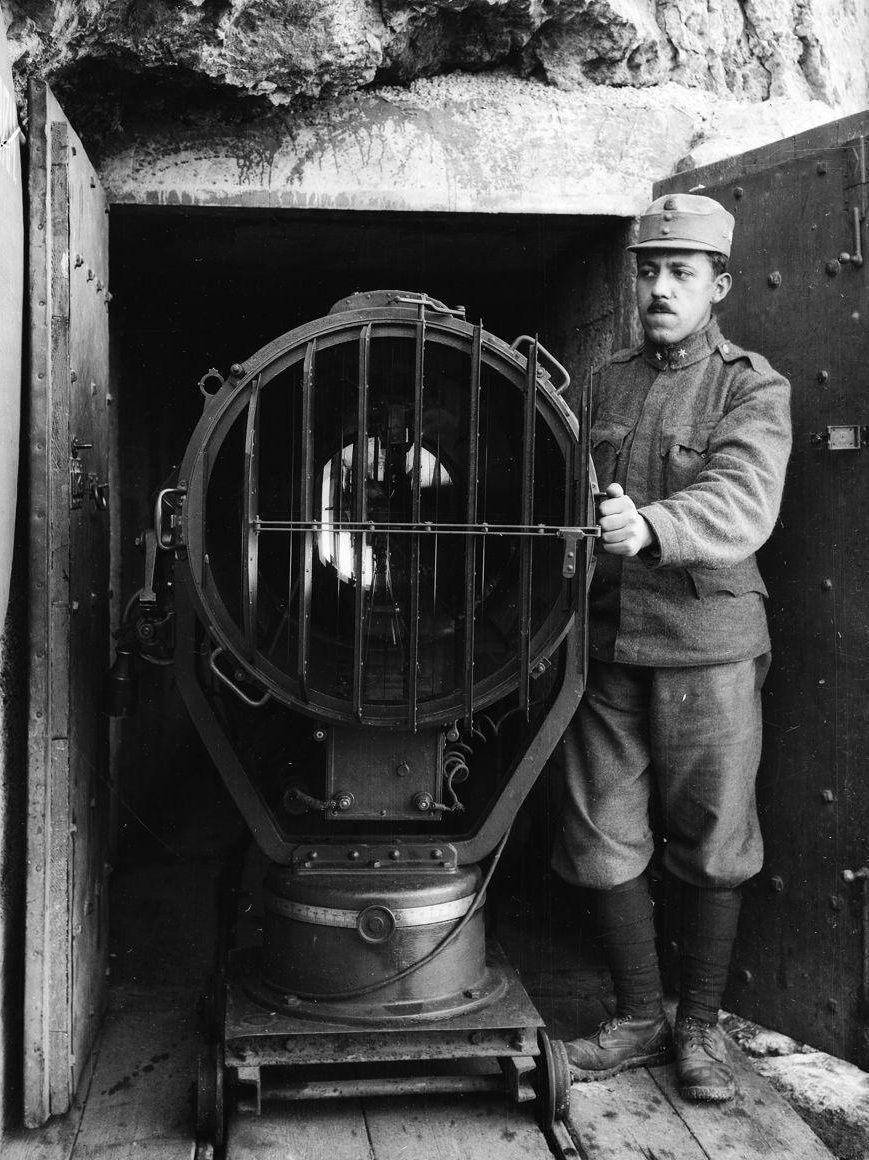
Scheinwerferstellung auf der Rochetta, Juli 1918
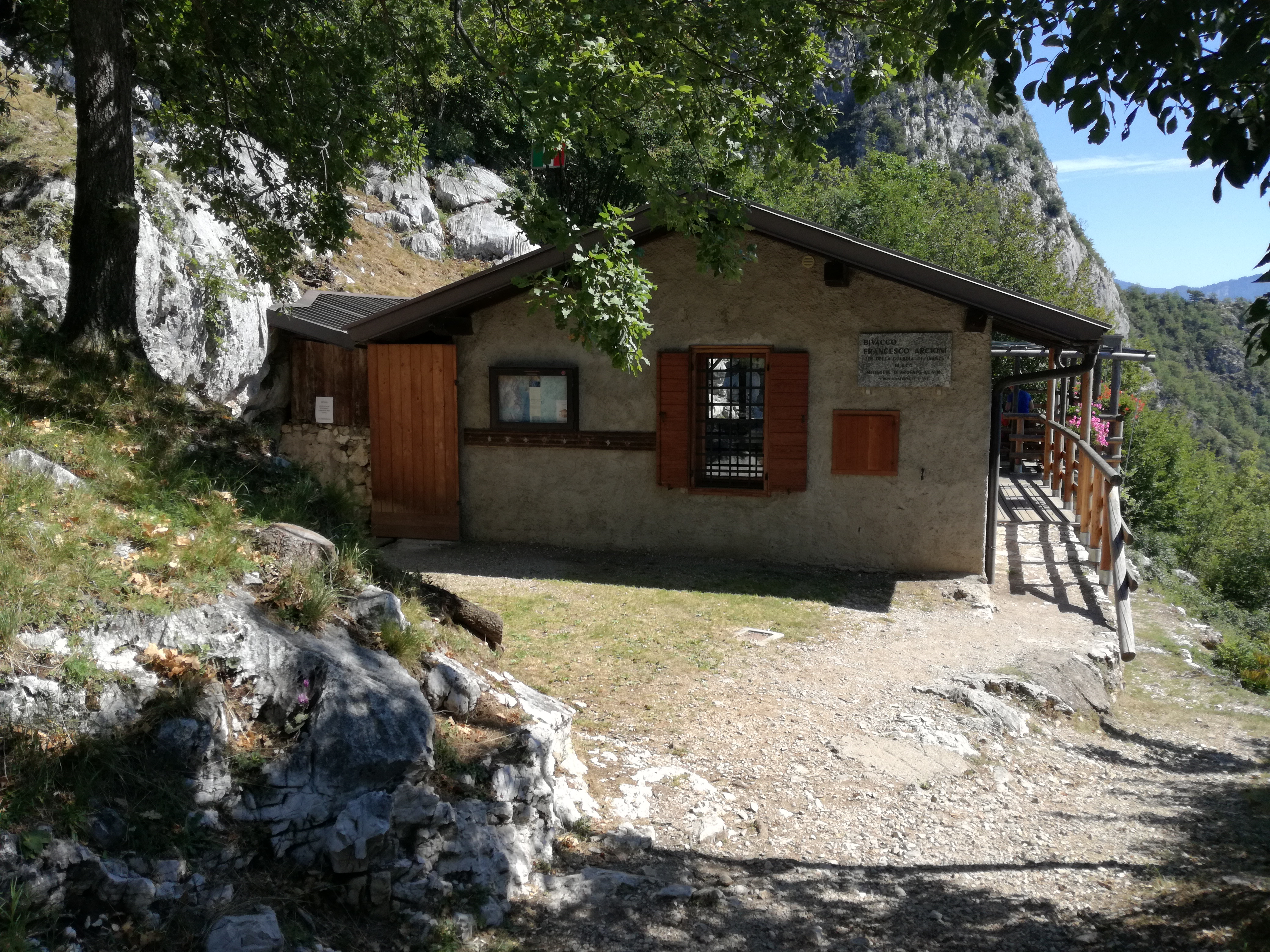
Bivacco Francesco Arcioni
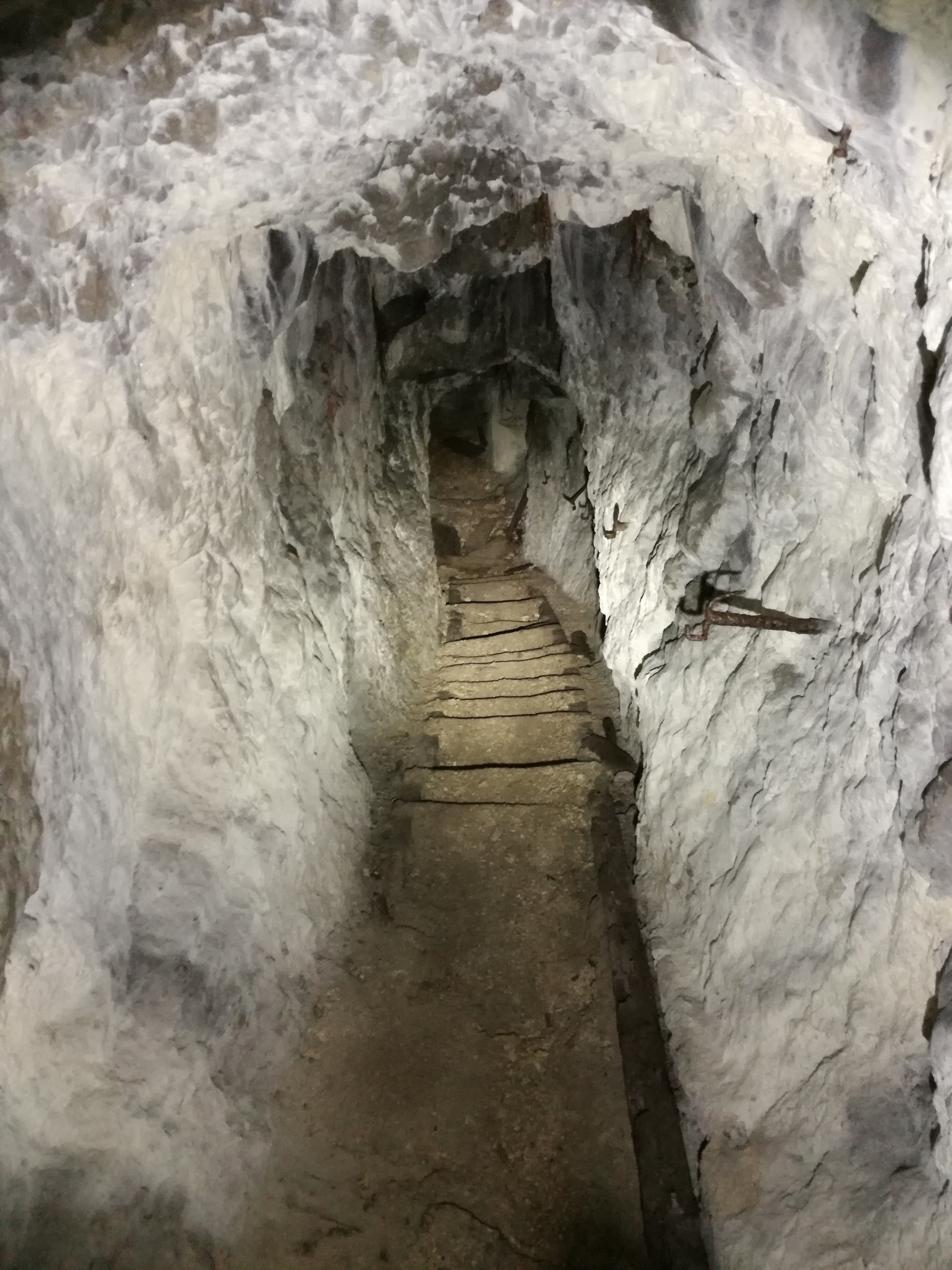
Österr. Minenstollen, Cima Rocca
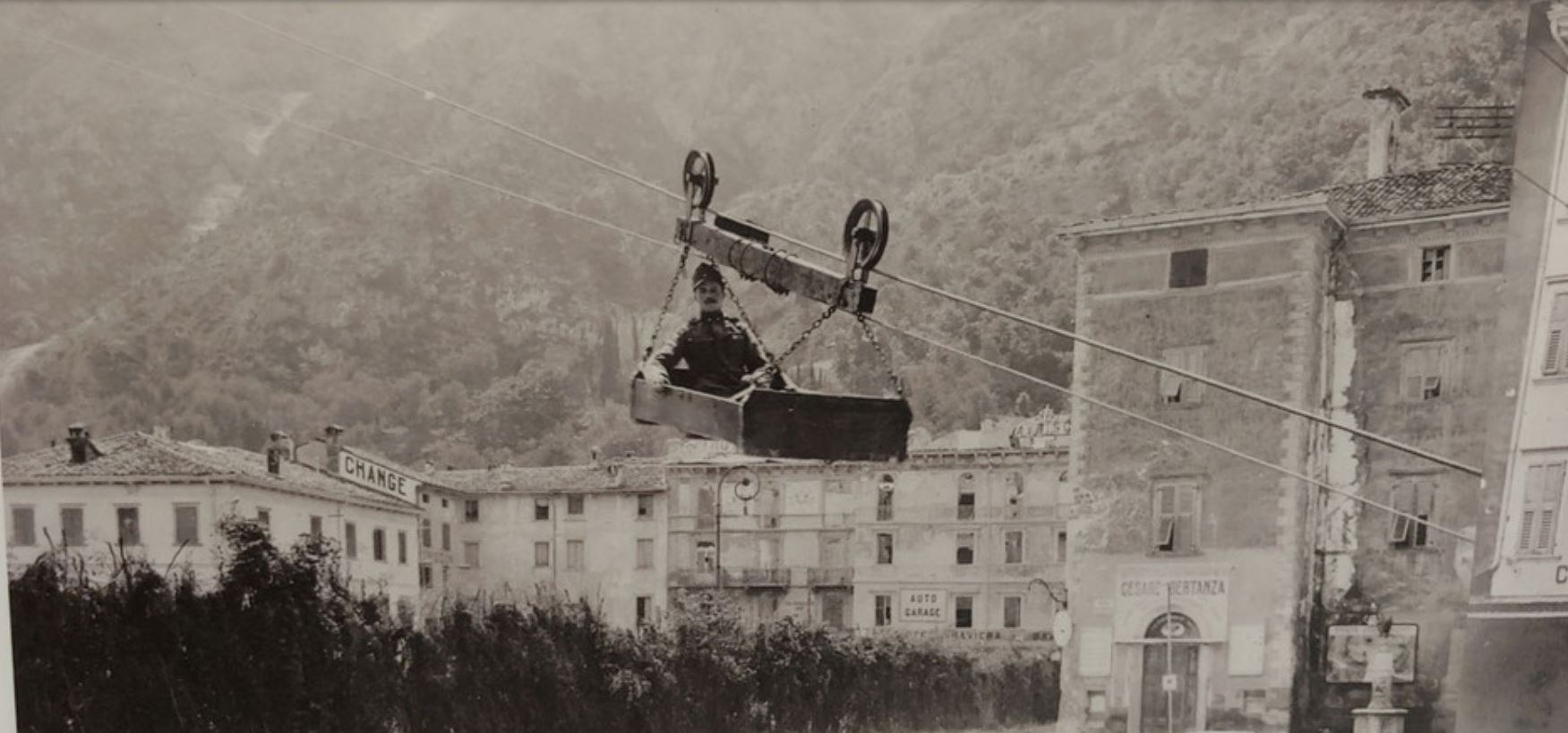
Kriegsseilbahn von Riva auf die Rocchetta
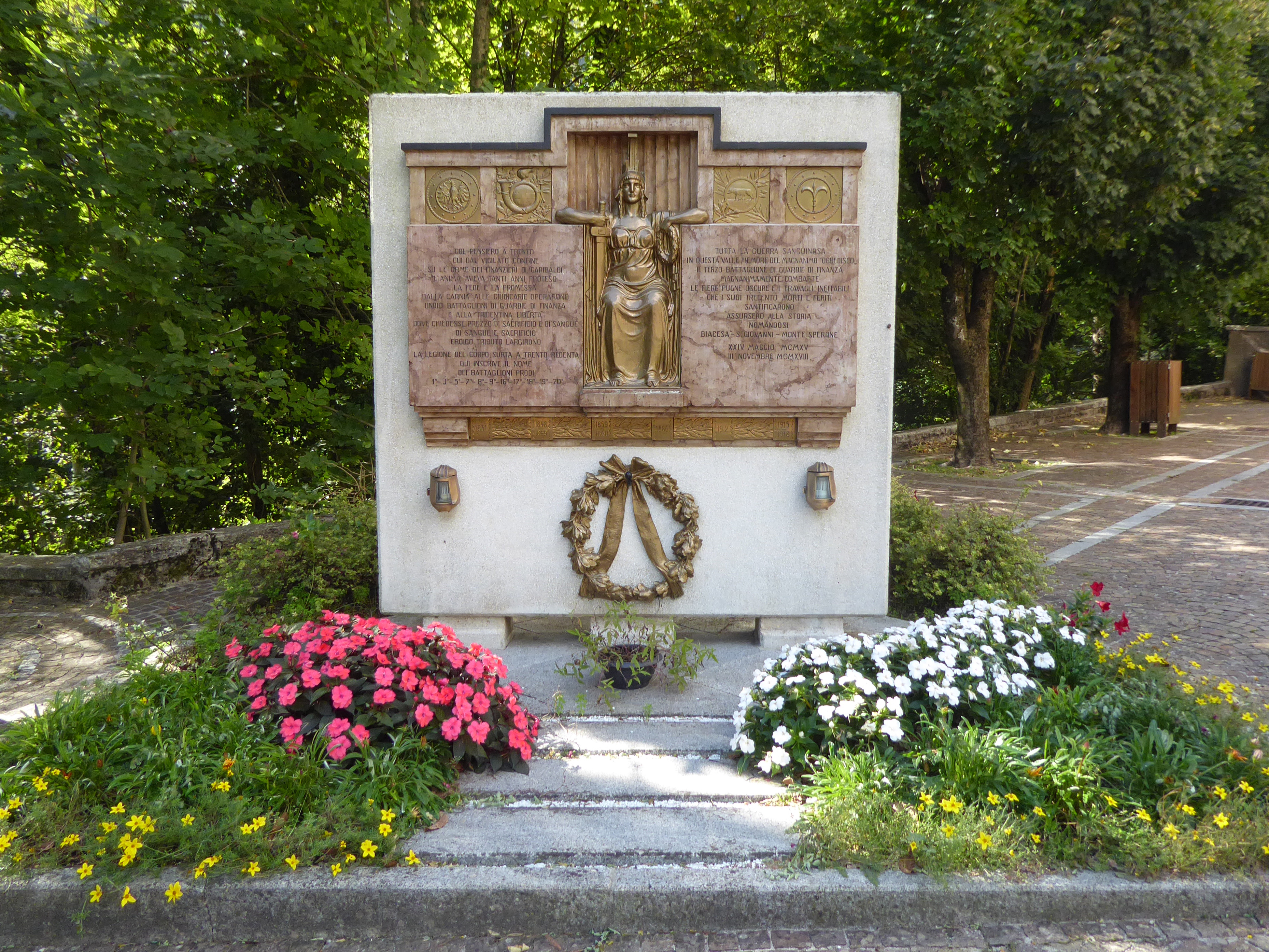
Gedenkstein in Biacesa für die bei den Kämpfen um die Rocchetta gefallenen Soldaten der Finanzwache
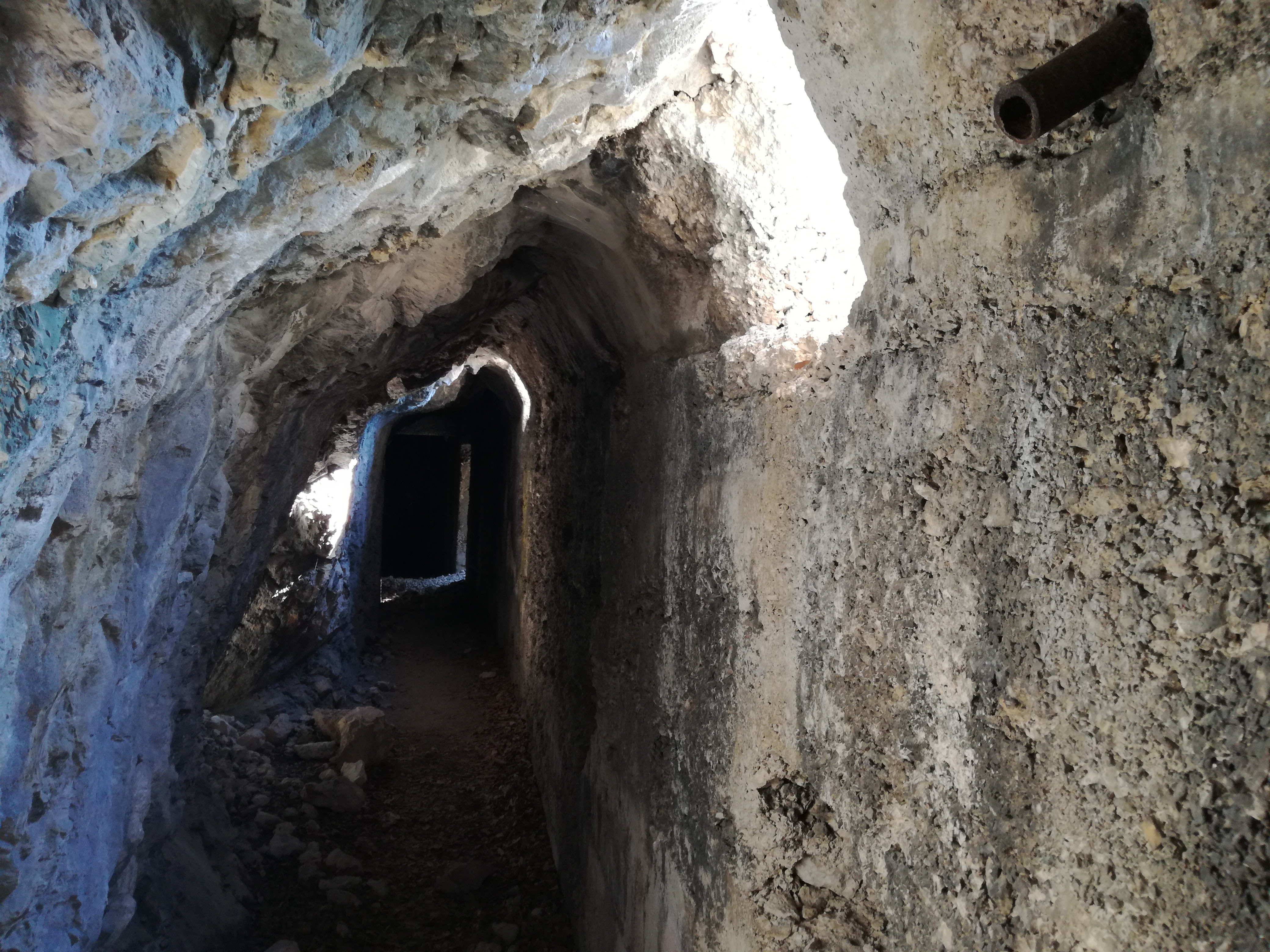
Reste der Defensionsmauer unterhalb der Cima Capi
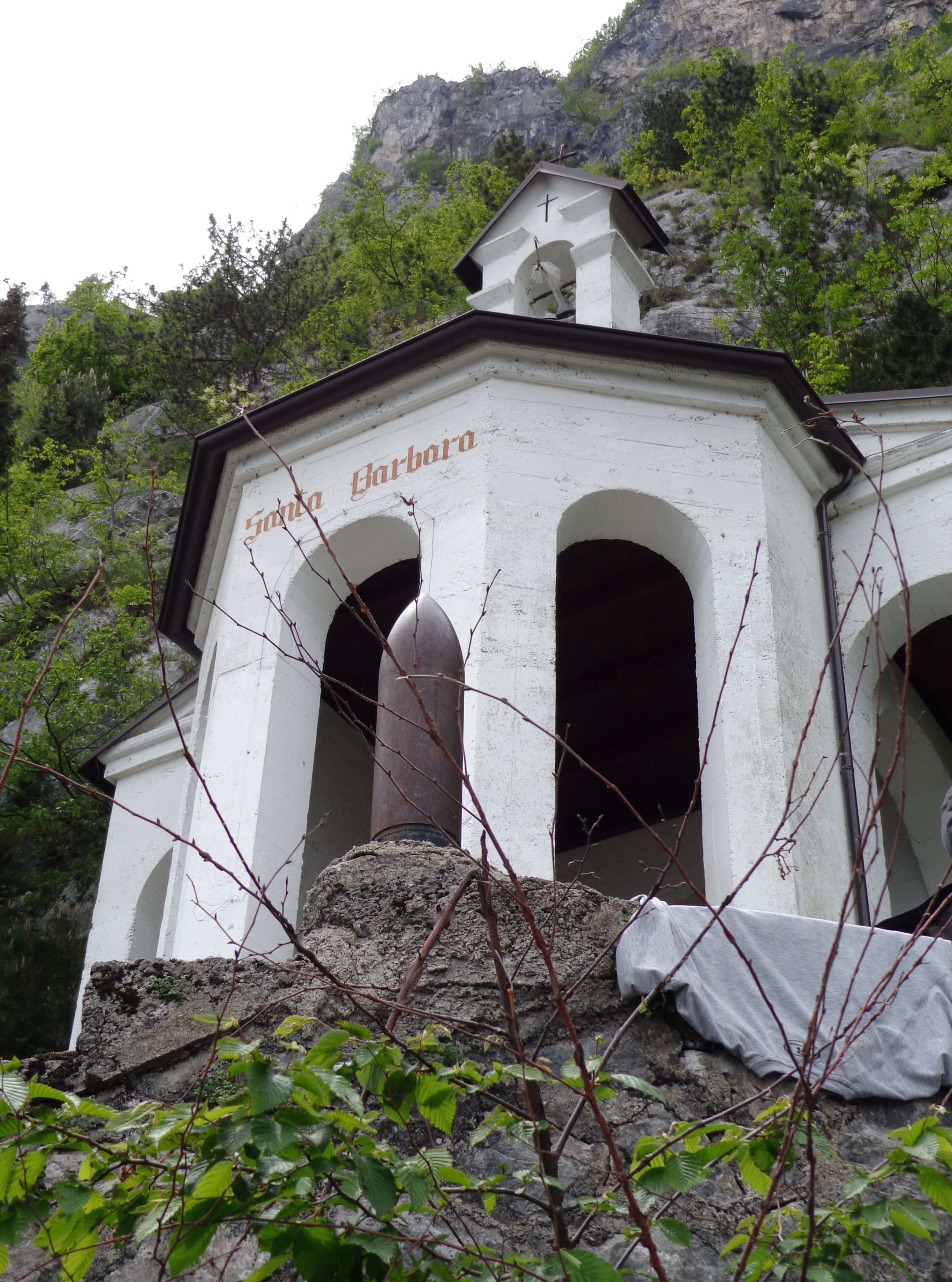
Die Santa-Barbara-Kapelle oberhalb von Riva del Garda